# Кветонь, Давид
Давид Кветонь (чеш. David Květoň; 3 января 1988, Нови-Йичин, Чехословакия) — чешский хоккеист, нападающий. Чемпион Чехии 2011 года, бронзовый призёр чемпионата мира среди юниоров 2006 года.

## Биография
Давид Кветонь начал свою хоккейную карьеру в клубе «Всетин». Свои лучшие годы он провёл, играя за «Оцеларжи Тршинец» с 2007 по 2014 годы. В 2011 году он стал чемпионом Чехии, забив золотой гол в финальной серии с «Витковице». Летом 2013 года он перешёл в финский «Кярпят», но уже после 5 матчей в новом клубе вернулся в «Тршинец». С 2014 по 2016 год Кветонь выступал за команду «Пираты Хомутов». В мае 2016 года подписал контракт с «Витковице», где провёл следующие 3 сезона. Сезон 2019/2020 начал в чешской первой лиге за «Фридек-Мистек». Клуб является дочерней командой «Тршинца», поэтому Кветонь в случае необходимости играл за «Оцеларжи» в Экстралиге. 14 ноября 2019 года было объявлено о переходе Давида Кветоня в словацкий клуб «Кошице». После раннего окончания сезона 2019/2020, Кветонь нигде не играл.

## Достижения

### Командные
- Чемпион Чехии 2011
- Чемпион чешской первой лиги 2015
- Чемпион Экстралиги юниоров 2005
- Бронзовый призёр чемпионата мира среди юниоров 2006

### Личные
- Лучший бомбардир (11 очков) и снайпер (6 шайб) плей-офф Экстралиги юниоров 2005
- Автор золотого гола финальной серии чешской Экстралиги 2011

## Статистика
Обновлено на конец сезона 2019/2020
- Чешская экстралига — 677 игр, 354 очка (181+173)
- Чешская первая лига — 72 игры, 52 очка (17+35)
- Юниорская лига Квебека — 36 игр, 32 очка (5+27)
- Словацка экстралига — 22 игры, 17 очков (4+13)
- Сборная Чехии — 18 игр, 2 передачи
- Чешская вторая лига — 13 игр, 7 очков (5+2)
- Лига чемпионов — 9 игр, 1 шайба
- Европейский трофей — 7 игр, 1 шайба
- Финская лига — 5 игр, 1 передача
- Всего за карьеру — 859 игр, 467 очков (214 шайб+253 передачи)